# Расловское сельское поселение
Расловское се́льское поселе́ние — муниципальное образование в Судиславском районе Костромской области Российской Федерации. В 2010 году преобразовано путём объединения: Грудкинского, Долматовского, Калинковского, Михайловского и Расловского сельских поселений в Расловское сельское поселение.
Административный центр — посёлок Раслово.

## География
Расловское сельское поселение расположено в северном Поволжье в 400 километрах от столицы России Москвы и 35 километрах от областного центра города Кострома. Площадь Расловского сельского поселения составляет 452,50 км2.
Соседями Расловского сельского поселения являются: Костромской район на северо-западе, Судиславское сельское поселение на востоке, Наволокский район Ивановской области и Красносельский район на юге.

## История
Статус и границы сельского поселения установлены Закону Костромской области от 30 декабря 2004 года № 237-ЗКО «Об установлении границ муниципальных образований в Костромской области и наделении их статусом»
В 2010 году преобразовать путём объединения Грудкинское, Долматовское, Калинковское, Михайловское и Расловское сельские поселения в Расловское сельское поселение.

## Население
| 2008  | 2010  | 2012  | 2013  | 2014  | 2015  | 2016  |
| ----- | ----- | ----- | ----- | ----- | ----- | ----- |
| 3316  | ↘2767 | ↘2746 | ↗2762 | ↗2766 | ↘2753 | ↗2763 |
| 2017  | 2018  | 2019  | 2020  | 2021  |       |       |
| ↗2785 | ↗2791 | ↘2725 | ↗2731 | ↘2316 |       |       |

## Состав сельского поселения
В состав сельского поселения входят::
| №  | Населённый пункт | Тип населённого пункта          | Население |
| -- | ---------------- | ------------------------------- | --------- |
| 1  | Анисимово        | деревня                         | →0        |
| 2  | Антипино         | деревня                         | ↗30       |
| 3  | Бедрино          | деревня                         | ↗8        |
| 4  | Белобородово     | деревня                         | ↘5        |
| 5  | Берёзовая Роща   | посёлок                         | ↗606      |
| 6  | Большие Жары     | деревня                         | ↗4        |
| 7  | Буртасово        | деревня                         | ↘10       |
| 8  | Бярьково         | деревня                         | ↗88       |
| 9  | Вандышево        | деревня                         | ↗1        |
| 10 | Володино         | деревня                         | ↗9        |
| 11 | Воробьево        | деревня                         | →0        |
| 12 | Галкино          | деревня                         | →3        |
| 13 | Грудки           | деревня                         | ↗371      |
| 14 | Гусево           | деревня                         | ↘4        |
| 15 | Дениславка       | деревня                         | ↗40       |
| 16 | Деснево          | деревня                         | →19       |
| 17 | Дичево           | деревня                         | →0        |
| 18 | Долматово        | деревня                         | ↘11       |
| 19 | Жарки            | деревня                         | ↗44       |
| 20 | Жиравлево        | деревня                         | ↗16       |
| 21 | Жихарица         | деревня                         | →0        |
| 22 | Зады             | деревня                         | ↗2        |
| 23 | Ильинское        | деревня                         | ↗6        |
| 24 | Калинки          | деревня                         | ↗354      |
| 25 | Климцево         | деревня                         | ↗7        |
| 26 | Кобякино         | деревня                         | ↗248      |
| 27 | Кондратово       | деревня                         | ↘0        |
| 28 | Корба            | железнодорожная станция         | ↗3        |
| 29 | Косково          | деревня                         | ↗13       |
| 30 | Кузяево          | деревня                         | ↗6        |
| 31 | Куломзино        | деревня                         | →0        |
| 32 | Лазарево         | деревня                         | →17       |
| 33 | Левино           | деревня                         | →0        |
| 34 | Леонтьево        | деревня                         | ↗23       |
| 35 | Литвиново        | деревня                         | →0        |
| 36 | Лиханово         | деревня                         | ↗6        |
| 37 | Лукино           | деревня                         | ↘0        |
| 38 | Магово           | деревня                         | ↗32       |
| 39 | Малые Жары       | деревня                         | →0        |
| 40 | Мартемьяново     | деревня                         | →0        |
| 41 | Меза             | железнодорожная станция         | ↗39       |
| 42 | Михайловское     | деревня                         | ↗499      |
| 43 | Петряево         | деревня                         | →8        |
| 44 | Покотское        | деревня                         | →0        |
| 45 | Починок-Троицкий | деревня                         | ↘0        |
| 46 | Пчелкино         | деревня                         | →0        |
| 47 | Раслово          | посёлок, административный центр | ↗669      |
| 48 | Ратилово         | деревня                         | ↗3        |
| 49 | Романово         | деревня                         | →0        |
| 50 | Савино           | хутор                           | ↗4        |
| 51 | Савинское        | деревня                         | ↗1        |
| 52 | Семёновское      | деревня                         | ↗8        |
| 53 | Семилово         | деревня                         | →0        |
| 54 | Следово          | деревня                         | ↗12       |
| 55 | Слободка         | деревня                         | →0        |
| 56 | Фелисово         | деревня                         | →8        |
| 57 | Хмельково        | деревня                         | ↗9        |
| 58 | Холм             | деревня                         | ↗4        |
| 59 | Шигарево         | деревня                         | →0        |
| 60 | Юрново           | деревня                         | ↗2        |
| 61 | Ярово            | деревня                         | ↗1        |

## Инфраструктура
фельдшерский пункт = д.Грудки, д.Кобякино, д.Калинки, д.Михаловское.
врачебная амбулатория = п.Раслово
почтовое отделение = д.Грудки, д.Кобякино, д.Калинки, д.Михаловское, п.Ралово.

## Транспорт
В 1960 году на построенной железной дороги начинают обслуживать поезда станции Меза и Корба.

## Экономика и социальная сфера
На территории поселения зарегистрированы 29 субъектов малого предпринимательства, в том числе: магазинов – 15 шт., пилорам – 3 шт., кафе-бары – 3 шт., по деревообработке – 6 шт., мастерские по пошиву головных уборов – 1 шт.
Значительную часть ВВП Расловского сельского поселения составляет:
- сельхозпроизводители: «Боевик», «Расловское», ЗАО «Дружба».
- отдел охраны ФКУ ОО ФКУ КПБСТИН, Управление Федеральной Службы Исполнения Наказаний по Костромской области.
- федеральное казённое учреждение Костромская психиатрическая больница (стационар) специализированного типа с интенсивным наблюдением Федерального агентства по здравоохранению и социальному развитию.
- ярославское отделение Северной железной дороги.
- склады НЗ войсковой части 3910 города Костромы улица Мира дом 19 а.
- костромской областной радиотелевизионный передающий центр деревня Лазарево.
-лесопромышленный комплекс: ООО «Прогресс».
- МУП ЖКХ Раслово
- автозаправочная станция ОАО «Славнефть-Ярославльнефтепродукт»
- база обеспечения мобготовности УГПС МЧС России г. Кострома Главное управление МЧС России по Костромской области склады п. Раслово
- железнодорожная станция Меза
Дом культуры: Грудки, Кобякино, Михайловское, Раслово.
Врачебная амбулатория: Раслово.
ФАП: Грудки, Калинки, Кобякино, Михайловское.
Почта: Грудки, Калинки, Кобякино, Михайловское, Раслово.